# Bžany (Slovacchia)
Bžany (in ungherese Bodzás) è un comune della Slovacchia facente parte del distretto di Stropkov, nella regione di Prešov.